# Liste von Hexenmuseen
Dies ist eine Liste von Hexenmuseen. Bekannte Hexenmuseen gibt es in:

## Dänemark
- HEX! Museum of Witch Hunt,[1] Sortebrødregade 1, 6760 Ribe

## Deutschland
- Hexenmuseum im Hotel Groß in Ringelai[2], Landkreis Freyung-Grafenau in Bayern
- Hexenmuseum Thale (Obscurum Thale im Hauptbahnhof Thale)[3] in Thale, Landkreis Harz in Sachsen-Anhalt
- Hexenmuseum im Schloss Klöden[4] in Klöden, einem Stadtteil von Jessen im Landkreis Wittenberg in Sachsen-Anhalt
- Burg- und Hexenmuseum in Grimburg[5] in der Verbandsgemeinde Hermeskeil im Landkreis Trier-Saarburg in Rheinland-Pfalz
- Alte Burg Penzlin – Kulturgeschichtliches Spezialmuseum für Alltagsmagie und Hexenverfolgungen in Mecklenburg,[6] gelegen in Penzlin, Landkreis Mecklenburgische Seenplatte in Mecklenburg-Vorpommern

## Österreich
- Hexenmuseum im Keller der Burg Riegersburg in Riegersburg (Steiermark)

## Schweiz
- Hexenmuseum Schweiz[7] im Schloss Liebegg in Gränichen AG

## Spanien
- Hexenmuseum (spanisch Museo de las Brujas, baskisch Sorginen Museoa)[8] in Zugarramurdi, Navarra

## Vereinigte Staaten
- Salem Witch Museum, Hexenmuseum in Salem (Massachusetts) im US-Bundesstaat Massachusetts